# 300 Geraldina
300 Geraldina је астероид са пречником од приближно 80,18 km.
Афел астероида је на удаљености од 3,375 астрономских јединица (АЈ) од Сунца, а перихел на 3,032 АЈ.
Ексцентрицитет орбите износи 0,053, инклинација (нагиб) орбите у односу на раван еклиптике 0,740 степени, а орбитални период износи 2094,643 дана (5,734 година).
Апсолутна магнитуда астероида је 9,60 а геометријски албедо 0,039.
Астероид је откривен 3. октобра 1890. године.